# 横潦泾
横潦泾是位于中华人民共和國上海市松江区南部的一條河流，也是黄浦江上游的河道之一，全长5.6公里。横潦泾西起斜塘与圆泄泾的汇合处，东至大泖港並與竖潦泾相連。横潦泾的北岸为石湖荡镇、永丰街道，南岸为泖港镇。1000吨级船舶可以在横潦泾上通行。